# Franciszek Gajewski (pułkownik)
Franciszek Gajewski herbu Ostoja (ur. 31 marca 1792 w Margońskiej Wsi, zm. 9 kwietnia 1868 w Poznaniu) – pułkownik, adiutant cesarza Napoleona I, kawaler Legii Honorowej, uczestnik powstania listopadowego.
W 1807 zaczął naukę w Wojskowej Szkole Inżynieryjnej w Dreźnie. W 1809 będąc podporucznikiem wojsk saskich brał udział w bitwie pod Wagram. Następnie został oficerem sztabowym w armii Napoleona I, uczestniczył w inwazji na Rosję (1812) oraz w kampaniach 1813–1814. Za bohaterską postawę w bitwie pod Dreznem (1813) otrzymał stopień pułkownika i Legię Honorową. Był też w tym okresie adiutantem Napoleona I. Po abdykacji Napoleona I zamieszkał w Błociszewie. Potem wziął udział w powstaniu listopadowym jako dowódca dywizjonu 1 Pułku Jazdy Kaliskiej. Po upadku powstania, toczył żywot ziemianina aż do śmierci 9 kwietnia 1868. Opublikował Pamiętniki Franciszka z Błociszewa Gajewskiego.

## Odwrót z Moskwy w pamiętnikach Gajewskiego (pisownia oryginalna)[2]
Dnia 29 października stanęło wojsko pod Możajskiem. Mróz chwycił nagle i bez jakiegokolwiek wstępu doszedł od razu do 15 st. Réaumura [–35 st. °C]. Wojsko cierpiało z braku żywności, a odzież żołnierza, zastosowana do łagodnego klimatu, nic nie znaczyła w kraju pod strefą tak na wschód posuniętą. [...] Długa kolumna taka postępowała milcząco ku Smoleńskowi, a następnie ku Wilnu. Gdzie końskie ścierwo leżało, czy dopiero co padłe, czy zwierz padł w pochodzie naszym do Moskwy, tam się rzucało kilkadziesiąt nieszczęśliwych, rozrzynali obrzydliwą strawę na kawałki i pożerali surową. Żadnego apelu ni komendy nie słuchali, wszystkie stopnie hierarchii znikły, każdy był tylko sobą zajęty [...]. Który z nich padł, temu żaden nie dopomógł do powstania. Każdy go mijał obojętnie, pozostawiając losowi. Co więcej, znajdowali się tacy, którzy takiego odzierali z odzieży, okrywając własne członki łachmanami, zabranymi konającemu koledze, nie zważając wcale na jego jęki i złorzeczenia, a nie było nikogo, który by się ujął za nim. [...] Co było drzewa w okolicy, budynek czy płot, rozbierano na ogień, nie zważając, że w domostwach znajdowali się generałowie albo ranni, a jeżeli zgraję taką odpędzali chwilowi mieszkańcy, palono domostwa i częstokroć ginęli w płomieniach ci, którzy chwilowego spoczynku pod dachem szukali. [...] Byli tacy, którzy mieli mieszek mąki, pilnie strzeżonej, ci rozpuszczali nad ogniem śnieg w kociołku, sypali garść mąki do wody wrzącej, dodawali do niej parę nabojów prochu i spożywali łakomie ten rodzaj czerniny. Ów klajster obrzydliwy stawał się przedmiotem zazdrości wielu innych, a częstokroć płacono 20 franków i więcej za porcję tego przysmaku. Ja sam zapłaciłem pod Krasnem, już za Smoleńskiem, 20 franków za mały kieliszek wódki; pod Wiaźmą schwyciłem kota, zabiłem, ociągnąłem, upiekłem i spożyłem jako kąsek najwyborniejszy. [...]
Wojsko pozostałe pod bronią dostawało resztki żywności uprowadzonej z Moskwy, było przedmiotem pieczołowitości cesarza. Mianowicie gwardia pobierała regularnie żywność z Moskwy aż do Smoleńska, gdzie znów zaopatrzoną została we wszystko na dwa tygodnie. Konie artylerii i konnica gwardii dostawały, począwszy od Możajska aż do Smoleńska, po jednym garncu owsa dziennie, a zatem nie utraciły siły, lubo wychudły... O żołnierzy zdemoralizowanych nikt się nie troszczył, byli plagą wojska pozostałego pod bronią...